# Semiothisa obliquilineata
Semiothisa obliquilineata là một loài bướm đêm trong họ Geometridae.